# Turó Monner
El Turó Monner és una muntanya de 1.107 metres que es troba al municipi de Tagamanent, a la comarca del Vallès Oriental.